# Rudi Arndt (Widerstandskämpfer)
Rudolf („Rudi“) Arndt (* 26. April 1909 in Berlin; † 3. Mai 1940 im KZ Buchenwald) war ein deutscher Kommunist und Widerstandskämpfer gegen den Nationalsozialismus.

## Leben
Arndt war Sohn eines Beamten. Bereits während seiner Realschulzeit schloss sich Arndt dem Schwarzen Haufen, einer linken jüdischen Jugendgruppe, an. 1926 wurde Arndt dessen Berliner Leiter. 1927 trat er der Roten Jugendfront, 1928 dem Kommunistischen Jugendverband Deutschlands (KJVD) bei und wurde Mitglied der Bezirksleitung Berlin-Brandenburg des KJVD. 1931 schloss er seine Lehre als Schriftsetzer ab. Noch während seiner Lehrzeit vertrat er 1930/31 die Interessen der im graphischen Gewerbe beschäftigten Jugendlichen in der Berliner Organisation des Verbandes der Deutschen Buchdrucker. Die Nachfolgeorganisation ist heute die Gewerkschaft ver.di.
Im April 1931 wurde Arndt erstmals wegen seiner politischen Tätigkeit verhaftet und am 4. Mai 1932 zu eineinhalb Jahren Festungshaft verurteilt. Durch eine allgemeine Amnestie kam er jedoch schon im November 1932 wieder aus der Festung Groß-Strelitz frei und wurde im selben Monat Mitglied des ZK des KJVD.

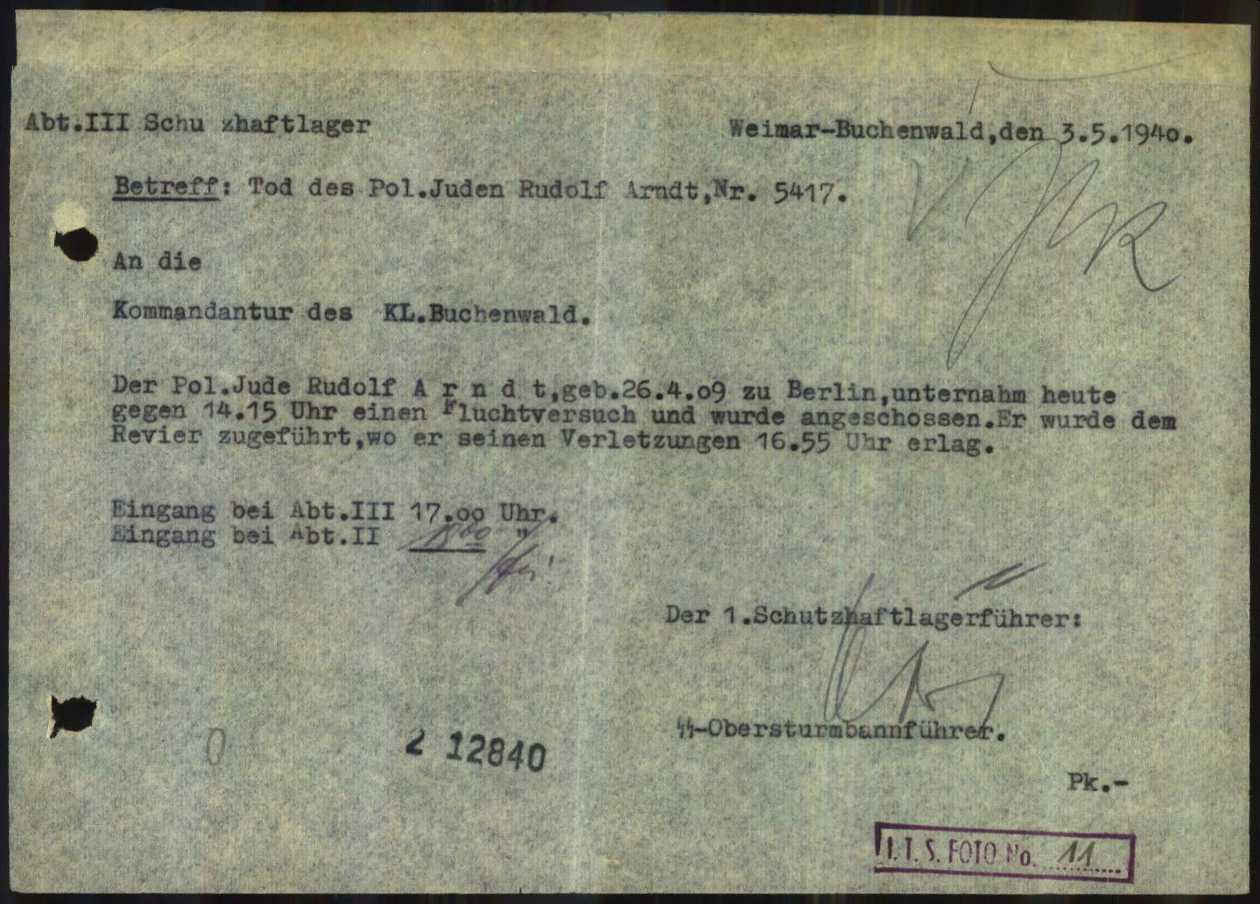
Todesbericht (Buchenwald)

1933 beteiligte sich Arndt im Ruhrgebiet und in Berlin am illegalen Kampf gegen das NS-Regime. Am 12. Oktober 1933 wurde er verhaftet und am 15. Oktober 1934 zu drei Jahren Zuchthaus verurteilt. Nach Verbüßung seiner Haftzeit kam Arndt in die Konzentrationslager Sachsenhausen und Dachau. 1938 wurde er als „politischer Jude“ ins KZ Buchenwald deportiert. Nach seiner Ankunft war Arndt zunächst kurze Zeit in einem Baukommando tätig. 1938/1939 arbeitete er als Krankenpfleger für jüdische Häftlinge und war Blockältester im Block 22. Er setzte sich sehr für die jüdischen Patienten ein, was der SS außerordentlich missfiel. Nach einer Denunziation durch kriminelle Häftlinge im Steinbruch wurde er von der SS vorgeblich „auf der Flucht“ erschossen.

## Ehrungen
- In Berlin-Prenzlauer Berg, Oybin, Tangerhütte, Wismar und Bitterfeld-Wolfen sind Straßen, in Neustrelitz ein Platz und in Dresden eine Jugendherberge sowie das „Theaterhaus Rudi“ im Stadtteil Kaditz nach Rudi Arndt benannt. In Föritz (Landkreis Sonneberg) wurde die Polytechnische Oberschule 1976 nach Rudi Arndt benannt. In Oybin trug zu DDR-Zeiten zusätzlich auch ein Pionierlager seinen Namen.
- Die Deutsche Post der DDR gab am 11. Juli 1958 im Rahmen der Briefmarkenserie „Aufbau und Erhaltung der Nationalen Mahn- und Gedenkstätten“ eine Sondermarke zu Ehren Arndts heraus.
- Ein Zubringertrawler mit der Fischereikennnummer ROS 410 der Baureihe „Artur Becker“ erhielt ebenfalls seinen Namen.